# Escobaria missouriensis
Espèce
Statut de conservation UICN

 LC  : Préoccupation mineure
Escobaria missouriensis est une espèce de plantes à fleurs de la famille des Cactaceae. C'est un cactus présent aux États-Unis et au nord du Mexique.

## Description
Plante succulente solidaire ou cespiteuse, de 2,5 à 5 cm de haut et 3 à 10 cm de diamètre. Épine centrale absente. Fleurs vert-jaune à jaune.

## Distribution
Plaines herbeuses et sous-bois du centre de l'Idaho, Dakota du Nord, Kansas, nord Arizona, et ouest du Nouveau-Mexique. Également présent au Mexique, États du Coahuila et Nuevo Leon.

## Culture
Pour un cactus, il est extrêmement résistant au froid.